# Seznam prelazov v Sloveniji
Seznam prelazov v Sloveniji.

## Cestni prelazi
- Atelsko sedlo
- Brezovica (prelaz) (588 m; tudi Črmošnjice)
- Cvitrško sedlo
- Čebulovica
- Črni kal (Blegoš)
- Črni vrh nad Polhovim Gradcem (prelaz)
- Črnivec (902 m)
- Duh na Ostrem vrhu/Grosswalz
- Goli vrh
- Gradišče na Kozjaku/Schlossberg
- Hrušica (Podkraj)
- Javorski Pil
- Jezerski vrh, Jezersko (Seebergsattel, 1218 m)
- Kapla/Amfels (Remšnik)
- Kladje
- Prelaz Kobila
- Korensko sedlo /Wurzenpass
- Kosmačev preval
- Ledinsko razpotje (prelaz)
- Lipa (preval)
- Ljubelj /Loiblpass (1369 m; predor: 1058 m)
- Mangrtsko sedlo (2055 m)
- Medvedjek, Trebnje
- Mrzli Studenec
- Oblakov vrh (721 m)
- Ostenk (prelaz) (tudi Ojstriški preval) (Hrastnik/Trbovlje)
- Pameče
- Pavličevo sedlo /Paulitschsattel (1339 m)
- Pečar (prelaz)
- Pesek
- Petrovo Brdo/Petrovo Brdo
- Planina Božca (Stol, Julijske Alpe)
- Podmeja/Preval/Vrhe (724 m)
- Predel/Passo di/del Predil (1156 m)
- Kozjak
- prelaz Prevala (426 m)
- Preval Strgarija (1217 m)
- Škrbina, Trnovski gozd (1227 m)
- Radeljski prelaz /Radlpass
- Ravbarkomanda /Postojnska vrata
- Remšnik/Oberhaag
- Rogla (1500 m)
- Sedlo Solarji/Passo Solarie
- Sleme (Prelaz Sleme, 1082 m)
- Sleme nad Solčavo (1254 m)
- Slovenjegraško sedlo
- prelaz Snežnik (1260 m)
- Soriška planina oz. Bohinjsko sedlo (1277 m)
- Spodnje sleme (1081 m)
- Srebrni breg/Martinje
- Stara Oselica
- Stare Ogence
- Strma Reber (993 m) med Borovcem in Osilnico
- Strmec (Črni Vrh)
- Svečina/Berghausen
- Sviščaki (1242 m)
- Štalcerski preval (584 m)
- Trebeljevo
- Trojane
- Vahta (Gorjanci)
- Velika Vrata (Golac) / Vodice/Hrv.
- Videm (prelaz) pri Knežji Lipi
- Volovljek
- Vrhe (prelaz)
- Vršič (1611 m)
- Zasavska sveta gora (prelaz)
- Železna vrata (445 m, Črni hribi, Trstelj)
- prelaz pri Šmarjah nad Koprom (Srgaši)
- Preval (Lj-Podutik/Dobrova)
- Preval Drnulk
- Preval Strgarija (1217 m) pod Golaki; Mala Lazna (1188 m);
- Vrh Turškega klanca (1111 m); pod Bukovim vrhom (1227 m),
- Preval(a) na cesti Solkan-Grgar oz. Ravnica (Sv.gora/Škabrijel),336 m
- Preval/Na prevalu na cesti Strunjan-Portorož/Lucija
- Preval (Ročinj-Kambreško)
- Preval (pri Vitanju: zaselek in "preval")
- Preval (pri Cikavi oz. Grosupljem: zaselek in "preval")
- Prevala (Čaven-Trnovski gozd, 1080 m)
- Vratca (cesta Kromberk-Ravnica pod Škabrijelom (403 m)
- Preval Velika vrata (Čičarija - na meji s Hrvaško)
- Nova Gorica - Lokve - Ajdovščina (1100m)